# イェレ・ウロネン
イェレ・ウロネン（Jere Uronen 、1994年7月13日 - ）は、フィンランド・トゥルク出身の同国代表プロサッカー選手。AIKソルナ所属。ポジションはDF。

## 経歴

### クラブ
2011年6月、地元クラブであるトゥルン・パロセウラでプロデビュー。この時弱冠16歳であった。7月のFCホンカ戦でプロ初ゴールを決めた。
2012年1月、ヘルシンボリIFに移籍。
2016年1月、KRCヘンクに移籍。
2021年7月、スタッド・ブレスト29に移籍。
2023年1月、シャルケ04にレンタル移籍で加入。テーム・プッキ以来チーム史上2人目のフィンランド人選手となった。
2023年8月2日、シャーロットFCに移籍した。

### 代表
2012年5月26日のトルコ代表戦で、フィンランド史上最年少（17歳）でのフィンランド代表デビューを飾った。2018年6月9日、ベラルーシ代表とのフレンドリーマッチで代表初ゴールを決めた。

## タイトル

### クラブ
ヘルシンボリIF
- スヴェンスカ・スペルクペン: 2012

KRCヘンク
- ベルギー・ファースト・ディビジョンA: 2018–19
- ベルギーカップ: 2020–21[6]
- ベルギー・スーパーカップ: 2019